# 熱海市立多賀小学校
熱海市立多賀小学校（あたみしりつ たがしょうがっこう）は、静岡県熱海市下多賀にある公立小学校。

## 沿革
- 1873年（明治6年）11月23日 - 「熱海学校・上多賀分校/下多賀分校」がそれぞれ発足[1]。
- 1875年（明治8年）10月 - 両校を合併して新釜に「中和舎」設置[1]。
- 1886年（明治19年）11月 - 「網代学校」の分校となる[1]。
- 1889年（明治22年） - 上多賀村・下多賀村合併による「多賀村」発足に伴い、「網代学校」から独立し、「上多賀学校/下多賀学校」が成立、後に「上多賀尋常小学校/下多賀尋常小学校」に改称[1]。
- 1908年（明治41年）4月 - 両校を合併し、「多賀尋常高等小学校」を現在地に創設[1]。
- 1937年（昭和12年）4月 - 熱海町と多賀村の合併による「熱海市」発足に伴い、「熱海市立多賀尋常高等小学校」に改称[1]。
- 1941年（昭和16年）4月 - 「熱海市多賀国民学校」と改称する。

- 1947年（昭和22年）4月 - 「熱海市立多賀小学校」と改称する。
- 旧校舎の各種整備工事[2]。
  - 1961年（昭和36年） - 特殊学級。
  - 1962年（昭和37年） - 照明設備。
  - 1964年（昭和39年） - 水洗便所。
  - 1965年（昭和40年）2月 - 正面校舎を鉄筋コンクリート3階建てに改築。
- 1988年（昭和63年） - 新校舎完成[3]。